# Jägertor
Lo Jägertor (letteralmente: “porta dei cacciatori”) è una porta cittadina della città tedesca di Potsdam. È posta sotto tutela monumentale (Denkmalschutz).

## Storia
Lo Jägertor venne costruito nel 1733 nell’ambito della realizzazione della Akzisemauer, la cinta muraria che in questa parte della città contornava la seconda espansione barocca.
La porta fu costruita in corrispondenza della Jägerallee, il “viale dei cacciatori” aperto sin dal 1668 e diretto allo Jägerhof, il castello di caccia dl re Federico Guglielmo I.
In origine la porta era fiancheggiata da fabbricati minori adibiti al controllo daziario, demoliti nel 1869 e nel 1907; lo Jägertor, restaurato nel 1975, è l’ultima porta di Potsdam rimasta allo stato d’origine.

## Caratteristiche
La costruzione, in un rustico stile barocco, si compone di due pilastri di ordine tuscanico sormontati da un architrave, decorata superiormente da una scultura rappresentante scene di caccia.
La porta è posizionata perpendicolarmente alla strada, e pertanto in posizione fortemente obliqua rispetto al tracciato delle mura.